# Iemand als jij
"Iemand als jij" (tradução portuguesa: "Alguém como tu") foi a canção que representou a Bélgica no Festival Eurovisão da Canção 1993 que teve lugar em Millstreet, na Irlanda. Foi interpretada em neerlandês por Barbara Dex. Foi a sétima canção a ser interpretada na noite do festival, a seguir à canção grega "Eladha, Hora Tu Fotos" cantada por Keti Garbi e antes da canção maltesa "This Time".
Terminou em 25.º e último lugar, recebendo apenas 3 pontos. Devido à classificação, a Bélgica ficou excluída de participar no ano seguinte, participando apenas em 1995, com a canção "La voix est libre", interpretada por Frédéric Etherlinck.

## Autores
A canção tinha letra de Tobana música de Marc Vliegen e foi orquestrada por Bert Candries.

## Letra
A canção é uma balada de amor, com Barbara cantando que nunca tinha encontrado ninguém como o seu amante.